# Щербаково (Ленинградская область)
Щербаково — упразднённый посёлок на территории Советского городского поселения Выборгского района Ленинградской области. В 2001 году был включён в состав посёлка Медянка.

## История
До 1939 года территория у железнодорожной платформы Ниэмеля (фин. Niemelä), открытой в 1926 году, входила в состав волости Йоханнес (фин. Johannes) Выборгской губернии Финляндии и являлась частью деревни Ниемеля (совр. Медянка).
По данным 1966 года посёлок Щербаково в составе Выборгского района не значился.
Согласно данным 1973 и 1990 годов посёлок Щербаково находился в составе Соколинского сельсовета.
В 1997 году в посёлке Щербаково Соколинской волости проживали 8 человек.
На основании областного закона № 76-оз от 13 декабря 2001 года посёлок Щербаково совместно с посёлком Майское вошёл в состав посёлка Медянка.

## География
Посёлок располагался на восточном берегу Выборгского залива в западной части района на автодороге 41К-098 (подъезд к г. Высоцку).
В посёлке находилась упразднённая после 2004 года железнодорожная платформа Щербаково, на линии Зеленогорск — Приморск — Выборг.

## Достопримечательности
Рядом с посёлком на небольшом острове Ракосаари близ автодороги 41К-098 (подъезд к г. Высоцку), находятся остатки фортификационного сооружения 1860-х годов — Ниемельская батарея.

## Улицы
Медный проезд, Ниемильской Батареи, Рыбацкая, Сержанта Щербакова, Щербаковский проезд.